# Actinoscyphia
Actinoscyphia är ett släkte av koralldjur. Actinoscyphia ingår i familjen Actinoscyphiidae.
Actinoscyphia är enda släktet i familjen Actinoscyphiidae.
Kladogram enligt Catalogue of Life:
| Actinoscyphia | \| \| Actinoscyphia aurelia \| \| \| \| \| \| Actinoscyphia plebeia \| \| \| \| \| \| Actinoscyphia saginata \| \| \| \| \| \| Actinoscyphia verrilli \| \| \| \| |
|               | \| \| Actinoscyphia aurelia \| \| \| \| \| \| Actinoscyphia plebeia \| \| \| \| \| \| Actinoscyphia saginata \| \| \| \| \| \| Actinoscyphia verrilli \| \| \| \| |
|               | Actinoscyphia aurelia |
|               | |
|               | Actinoscyphia plebeia |
|               | |
|               | Actinoscyphia saginata |
|               | |
|               | Actinoscyphia verrilli |
|               | |

## Bildgalleri

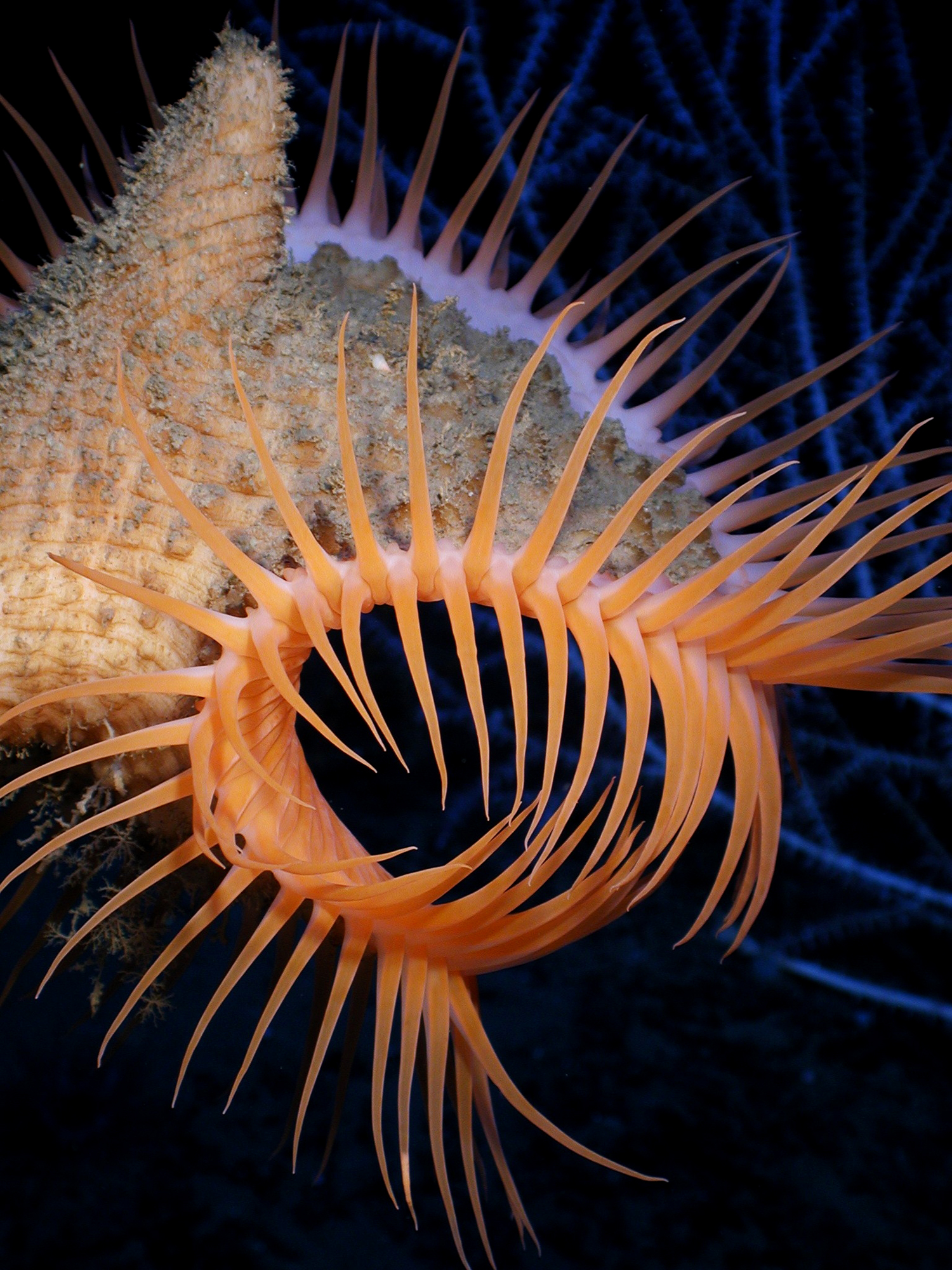